# Vlašský salát
Vlašský salát (německy Wälscher Salat, lidově vlašák) je druh lahůdkového salátu původem z Itálie (Vlachy, resp. Vlašsko je archaický název pro Itálii). Do širokého povědomí obyvatelstva dědičných habsburských zemí se dostal skrze obchodníky s koloniálním zbožím, kteří potřebné suroviny prodávali a někteří jej také pro milovníky mořských ryb připravovali. V Praze to byl obchodník s vínem, koloniálním zbožím a lahůdkami Johann Baptist Chlumetzky na Starém Městě Pražském v Železné ulici s vývěsním štítem „U Itala” (Delikatessen und Spezereiwaaren Zum Italiener).
V Německu kupci pro své zákazníky připravovali ruský salát (Russischer Salat), zejména na počátku podzimní a zimní sezony. Každý lahůdkář měl, tak jako čeští u vlašského, svůj vlastní recept. Původně se připravoval z telecí pečeně, cervulátů (uzenek), sardelí a pryk (mihulí). Dražší přísady byly brzo nahrazeny různými druhy masa, které kupcům zůstaly jako odřezky (proto v recepturách někdy uváděn jako zbytkový). Kousky masa se krájely na proužky a zalévaly majonézou. Pro svou oblibu byl vyráběn i průmyslově v soudcích a krabicích. V německém prostoru se stal masový salát Fleischsalat obdobou vlašského salátu.
Ve vídeňských obchodech s lahůdkami byl k dostání vlašský salát (wälscher Salat či později italienischer Salat), od 70. let 19. století ruský rybí (russischer Fischsalat), francouzský masový salát z hovězího (französischer Fleischsalat – Salat de boeuf) nebo berlínský masový salát (Berliner Fleischsalat). V českém a německém prostoru nového Československa se u vlašského (masového) salátu vždy jednalo o směs různých druhů masa, zeleniny, jablek, u českých receptů i bramborů, dochucených salátovou omáčkou z octa a oleje či majonézou. Z rakouské kuchyně pojem vlašského salátu od 30. let 20. století postupně vymizel.
Úpadek receptury nastal v posledních válečných a poválečných letech z důvodu nedostatku některých ingrediencí a dále pak po únoru 1948, kdy se jednalo o obdobu bramborového salátu, přičemž šunku, sledě a ančovičky vystřídal šunkový salám. Vlašský salát se podává dobře vychlazený jako studená příloha. V domácnostech se vyrábí v nepřeberném množství variant a často je i vánoční přílohou ke štědrovečernímu kapru.

## Historie
Kuchyně ve Svaté říši římské zůstávala až do 17. století téměř nedotčená zahraničními vlivy a teprve po třicetileté válce, uzavření Vestfálského míru a skrze utužování diplomatických vztahů s Francií začala do říšských zemí pronikat i francouzská kuchyně. Rakouská a především vídeňská kuchyně do té doby integrovala pouze pokrmy národů svých korunních zemí. V roce 1716 se německý autor Paul Jacob Marperger o rakouské kuchyni vyjádřil, že v Rakousku lze potkat snad nejlepší kuchaře a kuchařky na světě, což bylo dáno hlavně tím, že u císařského dvora se nacházela celá řada zahraničních velvyslanců, jež si přiváželi své vlastní kuchaře.
Teprve až po svatbě císařovny Marie Terezie s Františkem I. Štěpánem Lotrinským, milovníkem francouzské kuchyně, získaly francouzské pokrmy na rakouskou kuchyni výraznější vliv. Císař František I. Rakouský byl prvním rakouským panovníkem, který přivedl francouzské kuchaře do Vídně. Zcela zásadní pro rozvoj obchodu byly administrativní reformy, prováděné císařovnou Marií Terezií v polovině 18. století, které nastolily v dědičných habsburských zemích funkčnější byrokratickou hierarchii a následně nejen kvantitativní ale i kvalitativní navýšení výroby spotřebního zboží. V důsledku toho došlo k celkovému pozvednutí životní úrovně obyvatelstva a čilému obchodu se zahraničním zbožím.
Na přelomu 18. a 19. století už existovala celá řada obchodních firem, provozujících obchodní styky mezi svobodným přístavem Terstem a dědičnými zeměmi. Z obchodního rejstříku v Terstu vysvítá, že mezi majiteli obchodních společností se jmény italskými, řeckými, židovskými, slovanskými a dalšími (francouzskými, anglickými, nizozemskými atd.) tvořily značnou část německé obchodní společnosti. Co se týče původu, většina jich pocházela z Korutan, po nich následoval velký počet obchodníků z Kraňska (s německými jmény) a z Tyrolska, nemalý počet tvořili vídeňští obchodníci (pravděpodobně reprezentující mateřské společností se sídlem ve Vídni), obchodníci ze zemí Koruny české a to zejména z Prahy. Byli to právě majitelé obchodů s koloniálním zbožím a lahůdkami, kteří jako první vlašské saláty nejen nabízeli, ale také vyráběli.
S otevřením prvních lahůdkářských obchodů s italským, francouzským a zaoceánským potravinářským zbožím v zemích Koruny království českého dorazily k městskému obyvatelstvu tolik nezbytné suroviny k dodržení zahraničních receptur. Obchodníci svým zákazníkům nabízeli astrachaňský a hamburský kaviár, úhoře marinované, rolované nebo uzené, šproty, celé uzené sledě (Bücklinge), lüneburské pryky, ruské sardinky a ančovičky, holandské sledě přírodní, uzené, rolované či marinované, lososy, humry, kapary z Francie, květák z Itálie, nakládané olivy, mušle, švábské šneky, holandské ústřice, kremžskou hořčici a pařížskou s estragonem, znojemské okurky, salámy uherské z Debrecína a italské z Verony či Milána, cervelaty (taliány, drážďanské, brunšvické), mortadelu, vinný ocet či olivový olej.

### Bavorská kuchařka v Čechách
S jedním z prvních receptů vlašského (italského) salátu na území Koruny české (zařazeného do kuchařky) se lze seznámit v německé kuchařce z roku 1805 s názvem „Die Bayersche Koechin in Böhmen ein Buch, das sowol für vornehme, als gewöhnliche Küchen eingerichtet ist”, bavorské kuchařce pro luxusní ale i běžné kuchyně, jež vydala Maria Anna Neudecker (rozená Ertl), hospodyně na Franzensparku u Chebu (Kaiser-Franzens-Park, později pod názvem Kammerhof). Jak sama uvádí, vydala kuchařku s tímto názvem zejména proto, že jednak sama z Bavorska pocházela, dále protože většina popsaných jídel byla v té době v Bavorsku běžná a tudíž receptury popsala v bavorských mírách a váhách a nakonec protože si přála, aby byly pro další generace uchovány výrazy a provincialismy v této zemi obvyklé a dlouhou dobu s těmito pokrmy spojené. Samotný salátový recept nese název: Vlašský salát s vínem nebo octem (Wälscher Salat mit Wein oder Essig). K jeho přípravě bylo zapotřebí stejné množství mihulí a sardelí, mihule nakrájené na stejné kousky, rozpůlené a vyčištěné ančovičky, půlené olivy a plátky najemno nakrájeného salámu (trvanlivého). Všechny přísady se smíchaly a zalily zálivkou z vína a cukru nebo zálivkou z octa, olivového provencálského oleje, soli a pepře.

### Vlašský salát v zemích Koruny české
V roce 1830 nabízel italský obchodník Johann Baptist Chlumetzky (koncesovaná firma J. B. Chlumetzky od 9. ledna 1832) na Starém Městě Pražském v Železné ulici s vývěsním štítem „U Itala” (Delikatessen und Spezereiwaaren zum Italiener) italské, francouzské, východo- a západoindické lahůdky, mořské ryby, ústřice, kaviár, kávu, cukr, čaje, oleje, šampaňské, domácí i zahraniční vína, bažanty a služby obchodního špeditérství. Svým zákazníkům prezentoval také „Wälscher Salat” (Vlašský salát), který pro milovníky mořských ryb připravoval na objednávku již od prosince 1829. Jedna porce vlašského salátu stála 36 krejcarů, sklenice s francouzským salátem (pot-pourri) 1 zlatý[ujasnit]. Italský obchod Chlumeckého byl natolik význačný, že byl v roce 1835 zařazen do kapesního průvodce Prahou pro cizince. Obchod pak v roce 1865 převzala firma Bratři Meningerové. V roce 1830 měl vlašský salát (Wälscher Salat) ve svém sortimentu také Johann Wirthreich, lahůdkář s italským ovocem a koloniálním zbožím na Novém Městě u Prašné brány. Obchod po něm vedl Georg Wirthreich.

#### Recept – Magdalena Dobromila Rettigová (1831)
Magdalena Dobromila Rettigová zařadila recepturu vlašského salátu do druhého a značně rozšířeného vydání své kuchařky „Domácí kuchařka aneb pojednání o masitých a postních pokrmech pro dcerky české a moravské” (psané švabachem: Domácý Kuchařka, aneb, Pogednánj o masytých a postnjch pokrmech pro dcerky České a Morawské), které vydalo v roce 1831 nakladatelství Jan Hostivít Pospíšil v Hradci Králové a v Praze. Recept sestával z kousků marinovaného úhoře, pryky (mihule), vyčištěných sardelí a kapary. Omáčka se připravovala z utlučeného uvařeného žloutku, bobkového listu, sardinek, cibule, pepře a kapary, vinného octa a provensálského oleje.

#### Recept – Marie Judith Rohrer (1835)
Německá kuchařka od Marie Judith Rohrer z roku 1835 (páté vydání) „Kompletní a přesný návod na přípravu všech druhů masa...” (celý název Vollständige und genaue Anleitung alle Gattungen Fleisch- und Fastensuppen, Assietten, Rindfleisch, Saucen, Zugemüse, Fleisch- und Fischspeisen jeder Art, Salats und Kompots auf die beste und wohlfeilste Art zu verfertigen: ein sehr nützliches Handbuch für jede Haushaltung.), kterou vydalo nakladatelství Rudolf Rohrer v Brně, uváděla jak dva druhy vlašského tak i ruský salát z kousků telecího masa, šunky a sardelí v aspiku (tzv. sebou na cesty). Základem prvního receptu vlašského salátu byly vařené brambory, úhoř, sleď, pryky a natvrdo uvařené žloutky a bílky. Druhá varianta nabízela zcela rybí salát (sleď, marinovaný úhoř, mihule, marinovaný tuňák, sardele, ozdoba z mořských krabů, kapary, pistáciových oříšků, špaget bigoli a oliv) se zálivkou z vinného octa a provensálského oleje.
V 60. letech 19. století nabízel vlašský salát v Praze Joseph Schubert v Celetné (firma Jos. Schubert od 4. května 1854) a A. Pulkrábek v Havířské ulici. Dne 15. února 1864 si otevřel Josef Wobrowsky v Ústí propachtovaný „Hostinec u zlaté lodě” (Gasthof zum goldenen Schiff) a do jídelního menu zařadil také vlašský salát (Wälscher Salat). V Brně se etabloval v roce 1875 lahůdkář Anton Palla (Wein-, Delicatessen- & Specialitäten-Handlung) na Rennergasse (Běhounská). Také on zařadil vlašský salát do svého sortimentu.
V roce 1873 se na Střeleckém ostrově v Praze konala ve dnech 7. až 9. února výstava studených výrobků umění kuchařského, jejímž protektorem byl kníže Hugon Thurn-Taxis a předsedou výstavního výboru L. Teubl, vrchní kuchař ze Strahovského kláštera. O rok později se výstava konala ve dnech 20. až 22. února v žofínském sále, který se stal shromáždištěm všech pražských kuchařů a labužníků. Stříbrnou medaili si tehdy za svůj vlašský salát odnesl také lahůdkář z Celetné Josef Schubert (později lahůdkářství převzal K. Puchwein z Rychnova nad Kněžnou)
Na konci 19. a začátku 20. století si receptury vlašského salátu zachovávaly svůj rybí základ (maso z úhoře, sledě a sardelí). Vedle tzv. vlašského salátu byl oblíbený také bramborový salát, jehož omáčka (jíška) se připravovala z octa, cukru, oleje, syrových nebo vařených žloutků, soli, pepře a horčice. Finančně náročnější cizozemské přísady si hospodyně postupně nahrazovaly domácími a recepty přizpůsobovaly místním zvyklostem, v českém prostředí se jednalo hlavně o přísadu brambor (protože tou dobou panuje ve krajích citelná drahota, jedná se o to, aby vedle obligátních krmí i salát vydatným byl).
Vlašský salát (Italian Salad — Salade Italienne). Uvař v polévce aneb ve slané vodě velkou růži karfiolu, nech ho ve studené vodě vychladnout, rozeber ho pak na malé kousky, uřízni stopky a vlož karfiol do octa smíchaného s olejem utřenými tvrdými žloutky. Rozkrájej na kousky marinovaného úhoře, kousek vařené libové šunky a několik očištěných a kostí zbavených sardelí, cervelát a citron rozkrájej na tenké lístky. Utluč v hmoždíři dva na tvrdo vařené žloutky, bobkový list, dvě omyté sardele, půl cibule, čtyry zrnka pepře a několik kaprlí, utři to pak s dobrým olejem, přimíchej trochu vinného octa a proceď. Okolo mísy narovnej střídavě po koláčku citronu a cervelátu, co vnitřní okolek dej rozebraný karfiol, doprostřed mísy dej rozkrájeného úhoře, smíchaného se šunkou, sardelemi a kaprlaty a polej ho připravenou omáčkou.
Nová domácí kuchařka pro česko-americké hospodyně, r. 1896 
Pravý vlašský salát. Vychladlé rohlíčkové brambory a celer rozkrájejí se na tenké lupenky а k tomu přidá se něco vařených bílých fazolí, jemně rozsekaná cibulka, kousky rusů, marin. ouhoře a na malé kostičky rozkrájené jablko. Na sýtě prolisované mlíčí ze slanečka, 2—3 na tvrdo vařené žloutky, drobet francouzské hořčice, hojně jemného oleje tabulového a několik lžic vinného octa utře se pilně a tím se salát polije a dobře promíchá. Takto upravenými pokrmy naplní se hluboká mísa jen asi do dvou třetin; na to doprostřed urovná se hromádka červené řípy a kolem krášlí se různými zelenými saláty, dříve ještě octem a olejem připravenými, tyto pak pokladou se čtvrtkami natvrdo vařených vajec, stočenými půlkami sardelí a kousky marin. úhoře.

Česká hospodyně, illustrovaný časopis rodinný, r. 1906
V německém prostředí se italský salát připravoval z kousků masa, uzenek, okurek, vajec (a dalších přísad) a z omáčky na způsob majonézy (proto Fleischsalat). Zajímavý je recept vlašského salátu (Wälscher Salat) Německé školy vaření v Praze (Rezept der Deutschen Kochschule in Prag) z přelomu století, kde už z rybích přísad zůstal jenom sleď a velmi připomínal německý masový salát:
Vlašský salát: 2 namočené a vyčištěné sledě, 4 oloupaná malá jablka, 4 středně velké vařené brambory, čtvrt kila pečeného masa (kuřecího, telecího, vepřového nebo hovězího) a 4 malé nakládané okurky se nakrájí na nudličky, ze 4 žloutků, kávové lžičky hořčice, oleje a estragonového octa se připravý majonéza, přidá se středně velká nadrobno nasekaná cibule, špetka soli a bélého pepře, na nudličky pokrájená směs se promíchá s majonézou a nechá jednu hodinu v chladnu ustát.
Prager Tagblatt, 23. 9. 1900

### Vlašský salát v ostatních dědičných habsburských zemích
Vlašský salát nebyl neznámý (Wälscher Salat) ani rakouskému obyvatelstvu. V roce 1819 jej nabízel ve Štýrském Hradci milovníkům mořských ryb obchodník s koloniálním zbožím Johann Anton Zweth, ve Vídni v roce 1830 obchodník Franz B. Liechtenstern (Tuchlauben zum weißen Rössel Nr. 554), roku 1836 F. R. Hoffmann, Am hohen Markt, zum Tyroler Nr. 390), roku 1841 koloniální obchod Schneider & Sohn (Specerey- und Weinhändler, zu den 3 weißen Löwen in der Kärntnerstraße), V Pešti představil vlašský salát svým zákazníkům v roce 1840 obchodník Jakob Saager.
V roce 1876 provozoval v Salcburku italskou restauraci hostinský Giacomo Tosoni, ten vedle polenty, rizota, italských salámů, pršuta, ančoviček, masa na rožni a různého ovoce nabízel i vlašský salát. Recept na vlašský salát ve vídeňském listu pro hospodyňky (Wiener Hausfrauen-Zeitung) z roku 1884 sestával z nakrájených kousků z čtvrt kila úhořů, jednoho očištěného sledě, dvou lžic bílých fazolí, na kostičky nakrájeného jablka, trochy čekanky a hlávkového salátu, dvou na plátky nakrájených vařených brambor a zálivky z oleje a octa. Obsahovala ho také kuchařka pro jihoněmeckou kuchyni „Die Süddeutsche Küche”, která vyšla v roce 1887 ve Štýrském Hradci.
Vídeňské (Delikatessen und Spezereihandlungen) nabízely ruský rybí (russischer Fischsalat) a francouzský (französischer Fleischsalat) nebo berlínský masový salát (Berliner Fleischsalat). Humrový nebo vlašský salát se s oblibou podával jako pozdní večeře při tzv. čajovém věnečku.

## Vlašský salát v Československu
Rozpad Rakouska-Uherska měl na další vývoj receptur vlašského salátu podstatný vliv (ztráta přístavu Terst, rozpad jednotného vnitřního trhu s bezcelním prostorem). Celá řada dosud používaných salátových přísad byla postižena clem a následně i daní z přepychu, což ze zákonitě odrazilo na domácích cenách prodávaných potravin, potažmo výrobcích z nich. Zákon ze dne 14. dubna 1920 o potravní dani na čáře rozšířil potravní daň na čáře v Praze, Brně a Bratislavě na další části těchto měst a jejich předměstské obce. Vedle celé řady potravin podléhaly této dani také ryby (kapr, losos, úhoř, štika, pstruh, lín, sumec, šil, dále raci, ústřice, jedlí plži), jedlé oleje, vejce a maso.
Clo na dovoz italského zboží stanovovala dodatková úmluva k obchodní a plavební smlouvě mezi republikou Československou a královstvím Italským, podepsaná v Římě dne 23. března 1921. Celní poplatek se týkal např. brambor, mořských zvířat lasturovaných nebo korýšů čerstvých a vařených, salámů zvaných veronský, milánský, fabrianský, florentinský, salamino, mortadella, zampone a cotechino, konzerv masových, rybích a korýšových, konzerv zeleninových, kapary.
Vládním nařízením ze dne 29. srpna 1924 byl vydán nový seznam přepychových předmětů a výkonů, který se dotkl jedlých hlemýžďů, ústřic, mořšských raků, krabů a to čerstvých i vařených, mortadelly, uherských a veronských salámů (původních i napodobených), lososí šunky, úhořů a lososů uzených nebo marinovaných, kaviáru a kaviárových náhražek, všech ryby v oleji (vyjma sardinek) a korýšových konzerv (daň se vztahovala též na všechny tyto potraviny v krabicích, lahvích a podobných nádobách neprodyšně uzavřených).
Vládním nařízením ze dne 28. dubna 1927 byl podroben dovoz některých předmětů dani z obratu, té byly podrobeny například dovážené octy a oleje. Vládní nařízením ze dne 28. dubna 1927 byl vydán nový seznam přepychových předmětů a výkonů, který vstoupil v platnost 1. května 1927, ten se však pro výše uvedené lahůdkářské potraviny nezměnil. Vyhláška ministra financí a ministra průmyslu, obchodu a živností ze dne 29. března 1930 o paušalování daně z obratu u koloniálního a jiného zboží dováženého z ciziny stanovila pak daň paušální:
| Číslo celní sazby | Druh zboží | Sazba paušálu    |
| ----------------- | --- | ---------------- |
| 17                | Olivy čerstvé, sušené nebo solené                                                                                 | 90 Kčs za 100 kg |
| 76                | Mořská zvířata lasturová nebo korýši (např. ústřice, mořští raci, mořští pavouci, krabi, želvy), čerstvá a vařená | 5%               |
| 104               | Olej olivový, způsobilý k lidskému požívání                                                                       | 70 Kčs za 100 kg |
| 123               | Kaviár a kaviárové náhražky                                                                                       | 5%               |
| 131               | Konzervy korýšové                                                                                                 | 5%               |
| 129               | Konzervy zeleninové                                                                                               | 5%               |
| 132               | Kapary (kaprlata)                                                                                                 | 60 Kčs za 100 kg |

### Česká verze vlašského salátu v 1. polovině 20. století
Ve třicátých letech 20. století měl vlašský salát mnoho podob, stále se však jednalo o rozmanitou smíšeninu různých druhů masa, zeleniny, také jablek nebo bramborů, která se buď upravovala jako obyčejný salát s dobrým stolním olejem, jemným octem, solí a pepřem nebo s některou salátovou omáčkou či majonézou.

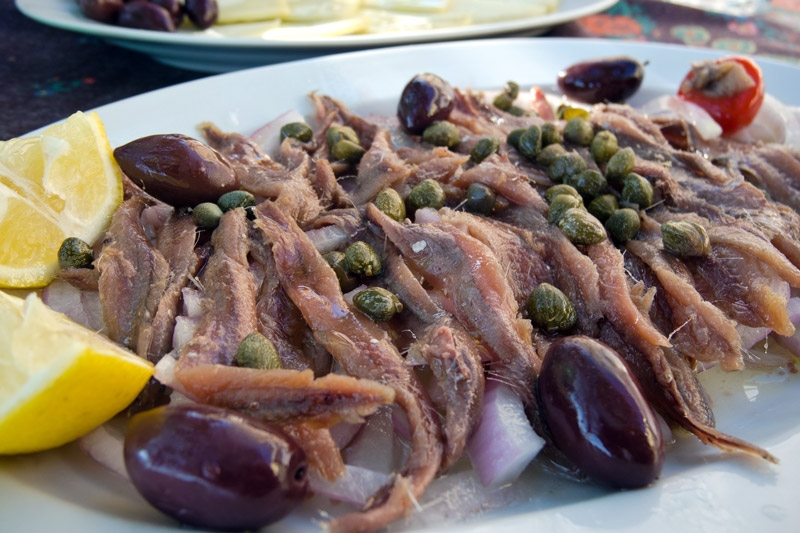
Přísada vlašského salátu: nasolené ančovičky s kapary

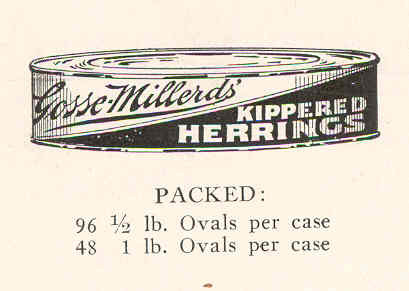
Sledi v konzervě, r. 1920

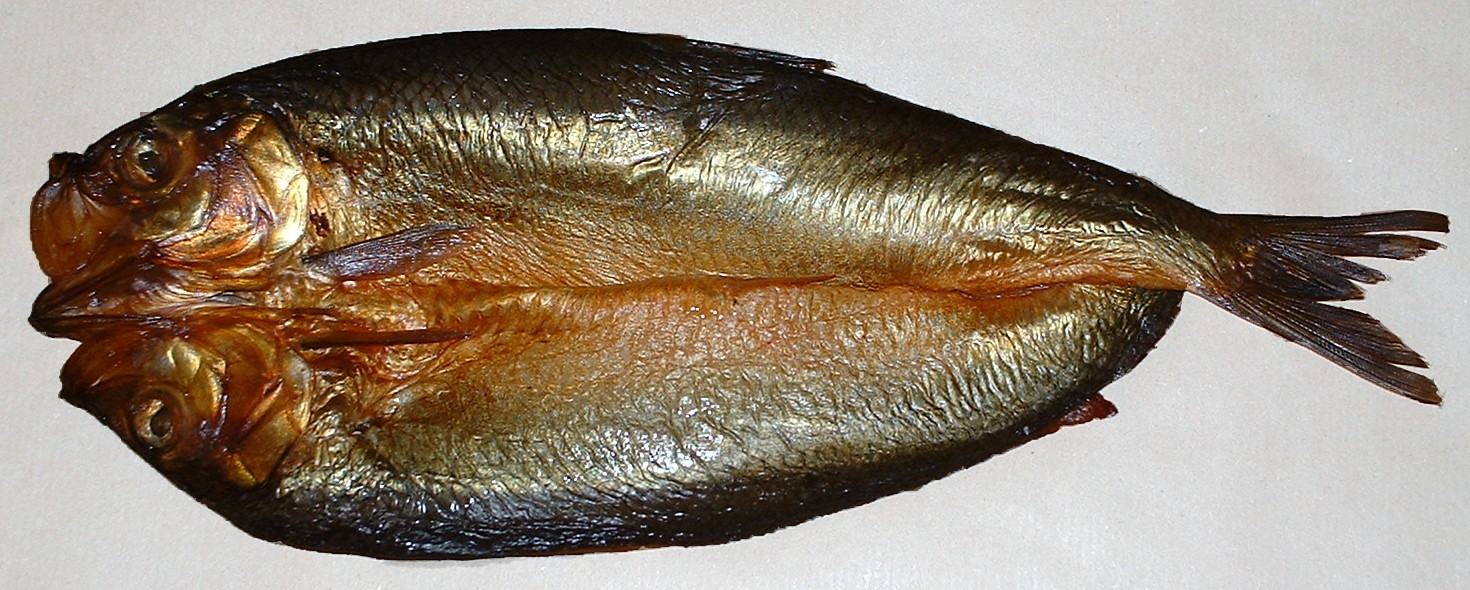
Přísada vlašského salátu: uzený sleď, tzv. uzenáč (Bückling)

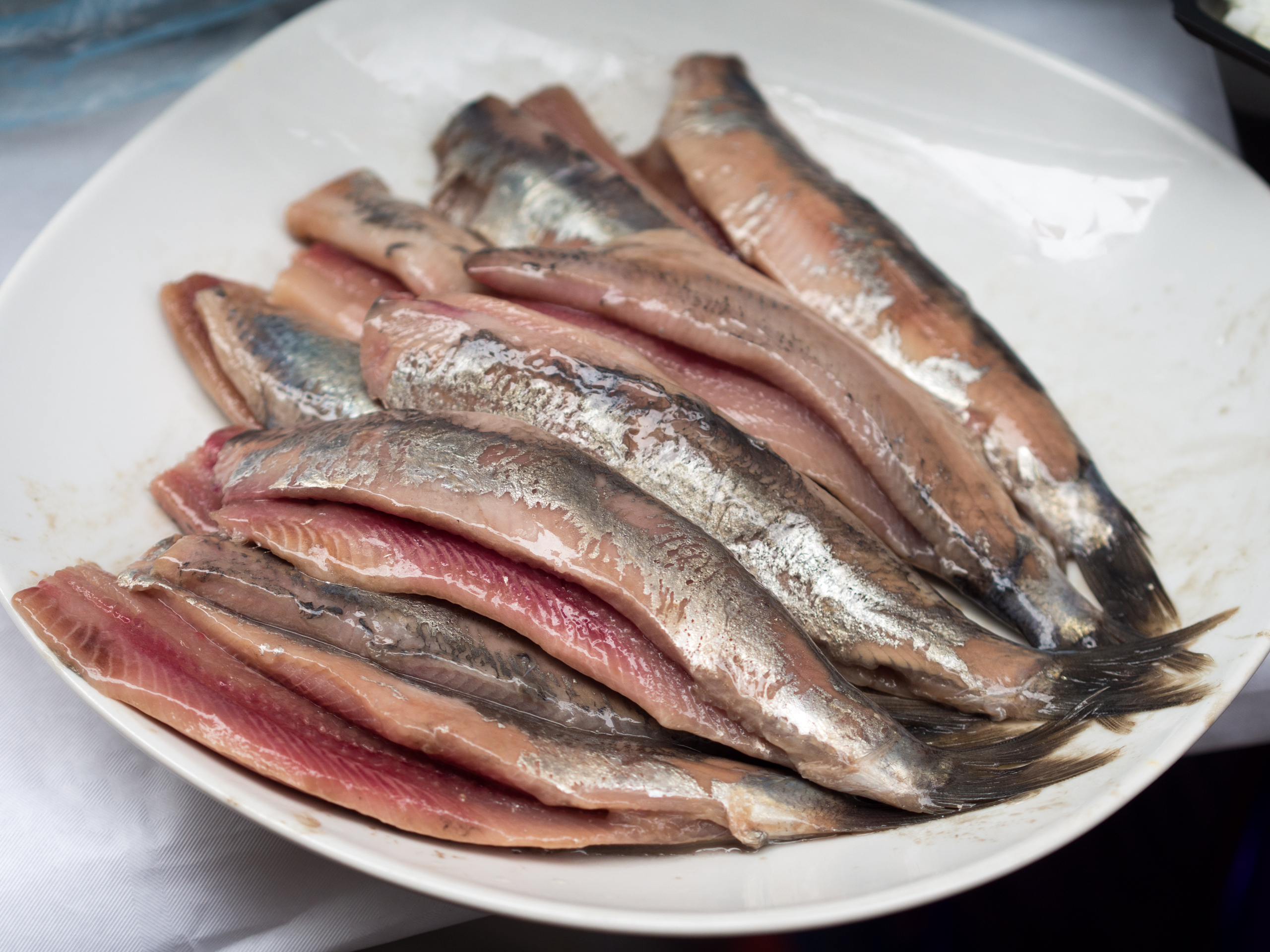
Přísada vlašského salátu: matjesy – mladí nasolení sledi, lovení od poloviny května do konce června (Fettheringe)

Podle chuti se přidávala zelenina: celer, květák, kyselé okurky, naložená míchaná zelenina mixed pickles (květák, okurky, mrkev, perlové cibulky, celer, červená řepa, paprikové lusky, atp.), naložené ryzce, žampiony nebo lanýže, kapary, červená řepa, naložené zelené fazole nebo zelený hrášek, jablka, vařené brambory) a masité přísady: herynky – nasolení sledi bez kostí (slanečci), sardele, marinovaný úhoř či jiná marinovaná, rosolovaná nebo jen vařená ryba (losos, pstruh), telecí pečeně, uzený jazyk, cervelát (vuřty, uzenky), šunka, uzený losos, račí zadečky, humři, krabi).
Salátová omáčka se připravovala též v různých obměnách:
1. Na francouzský způsob – syrové žloutky se umíchaly do pěny, přidala se hořčice, ocet, olej po kapkách, sůl, pepř, popřípadě estragon.
2. Natvrdo vařené, prolisované žloutky se utřely, smíchaly s hořčicí, solí, pepřem a troškou anglické omáčky (worcester).
3. Prolisovaný, natvrdo vařený žloutek se umíchal, přidala se hořčice, ocet, olej, sůl a pepř (zhoustla při míchání ve vodní lázni), utřená šalotka a pažitka.
4. Vařené a za tepla prolisované brambory se třely s olejem, syrovým žloutkem a smetanou na hladkou omáčku, přidával se ocet, sůl, pepř a sekaná pažitka.
5. Nebo se použila některá z majonéz.
Co se úpravy a servírování týkalo, forma se vymazávala olejem a vrstvou husté omáčky s ozdobnou zeleninou a přísadami a celá se pak zaplnila s omáčkou a ostatním promíchaným obsahem. Po třech hodinách u ledu se salát vyklopil na mísu a dozdobil například kaviárem, sekanými bílky, barevným rosolem či rajčaty.
Vlašský bramborový salát. Čtvrt kg teplých oloupaných bramborů nakrájíme na drobné kostičky a posypeme jemně usekanou cibulkou. Přidáme 2 kyselé okurky rovněž na kostečky nakrájené, 1 nakyslé ustrouhané jablko, 5 dkg bílých vařených fazolek, půl dkg usekaných kaparů, zbytky vepřové pečeně, usekané 15 dkg, menší uzený vepřový jazyk neb uzené maso, 2 sardinky, půl uzenáče, půl zavináče neb slanečka, natvrdo uvařené vajíčko. Salát se dobře promíchá, osolí, okyselí, opepří a naposled se přidá třená majonéza.
Rozkvět – Česká selka, obrázkový týdeník, 10. 5. 1934
Do tak zvaného vlašského salátu, který u nás v zjednodušené úpravě vlastně není už tím, co pod tím jménem známe, dá hospodyně, co může. Základ jsou brambory a drobně nakrájená cibule. Podle možnosti do něho přidáváme tvrdá vajíčka drobně posekaná, drobné kousky pečeného masa, nebo slaninu na kostky krájenou a opatrně osmaženou, slanečka (toho opatrně, aby nepřemohl všecky ostatní chuti a jídlo nepřesolil), olejovky, vařený celer, drobně nakrájené nakyslé jablko, kyselá okurka, jablko naložené v zelí atd. Všecko se nejlépe spojí majonézou ze žloutků, dobře rozškvařeného vlažného másla nebo stolního oleje, mírně octa a hořčice. Jinak to může být rozškvařená slanina a sběračka smetany sladké či kyselé.
Rozkvět – Česká selka, obrázkový týdeník, Jídelní lístek pro Štědrý večer a vánoce 1937
Českou verzi vlašského salátu nabízel také pražský lahůdkář Alois Linka. Lahůdkářství se nacházelo po 25 let v Hybernské ulici čp. 11 a od 1. července pan Linka přesídlil s obchodem do Havlíčkovy ulice čp. 11. Linkův vlašský salát se měl skládat z jablek, sledě, hrášku z konzervy, mrkve z konzervy, pražské šunky od kosti, kyselé okurky, majonézy, soli, a pepře. Po únoru 1948 bylo Linkovo lahůdkářství znárodněno (národní podnik Pramen, prodejna Pramen č. 206, Praha II, Havlíčkova č. 13). Vlašský salát pak v pozměněné receptuře začal vyrábět národní podnik Pramen. Z výrobku zmizel sleď, jablka, pražská šunka a místo toho se začaly užívat brambory a šunkový salám, přidaly se také další ingredience.

### Německé verze masového salátu
Na území Československa se v německém prostředí uchoval recept masového salátu (Fleischsalat) s květákem a kousky pečeného masa, ančoviček nebo sledě, kapary, nakládané kyselé okurky, šalotky a zálivky ze stolního oleje, vinného nebo estragonového octa. České verzi vlašského salátu s brambory a majonézou odpovídal spíše italský salát (Italienischer Salat), jejímž základem bylo na kostičky nakrájené hovězí vařené maso, hovězí jazyk, sleď, sardinky (ančovičky), jablka, brambory, vařený celer, kapary, cibule – zalité majonézou.

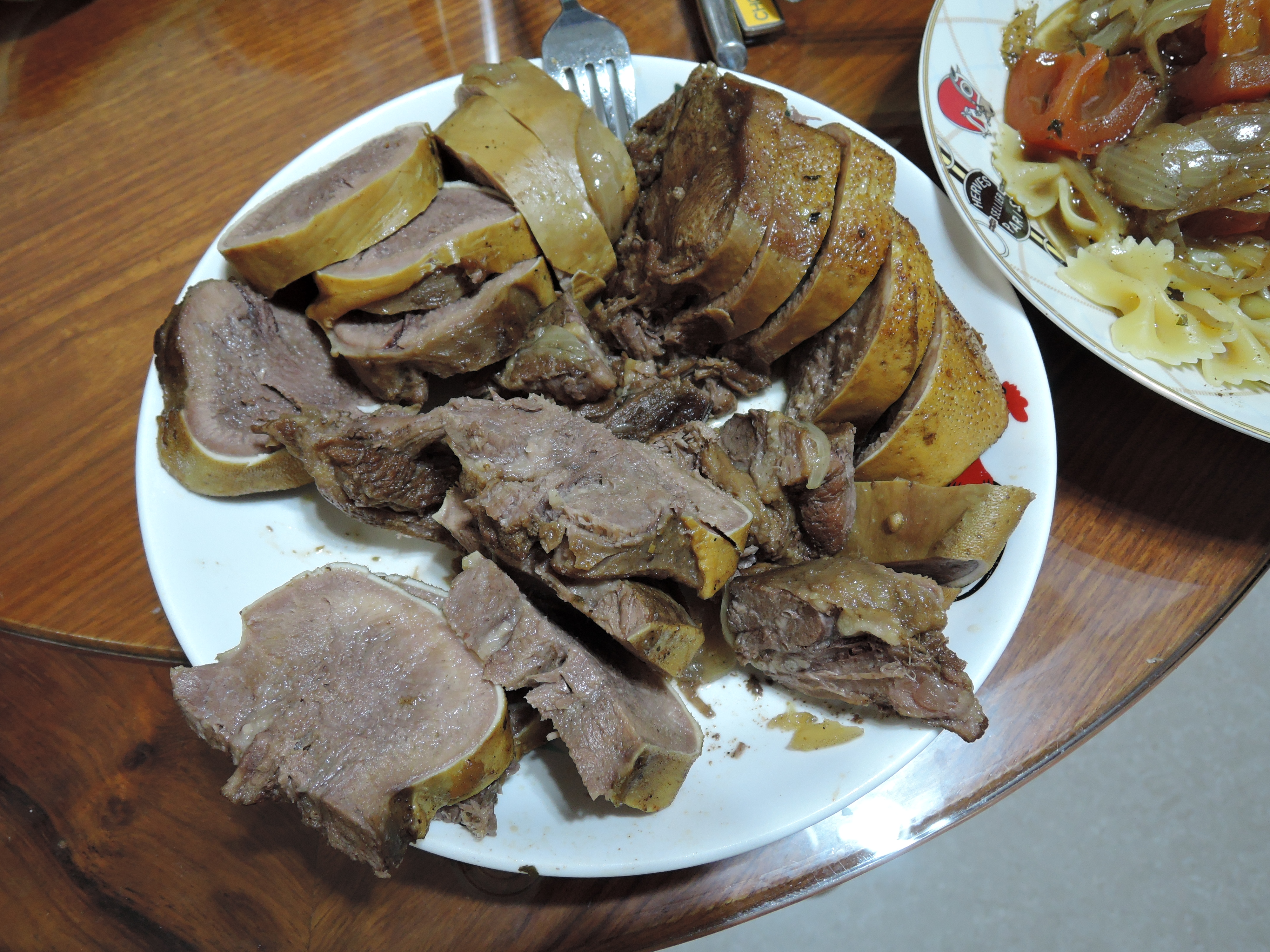
Přísada masového salátu (Fleischsalat): vařený hovězí jazyk

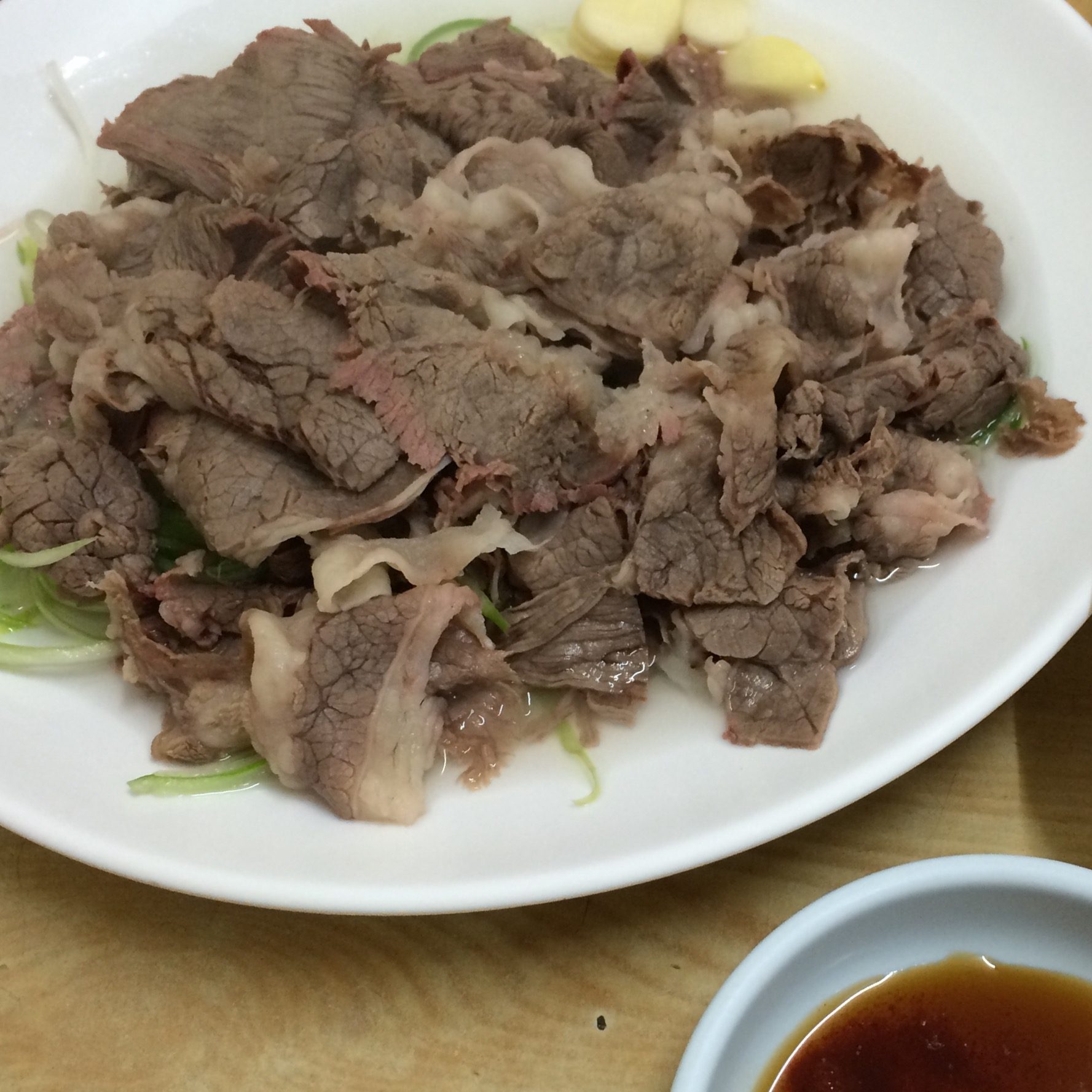
Přísada masového salátu (Fleischsalat): vařené hovězí maso

Naopak v nové Rakouské republice se u masového salátu (Fleischsalat, též Salat de boeuf) jednalo o směs nasekaného vařeného hovězího masa, hovězího jazyka, nakrájených ančoviček, sardinek, kapary, šalotky a bramborového salátu s majonézou. Obdobou byl italský salát (Italienischer Salat, též Salat Italiano) z vařeného hovězího jazyka, telecí pečeně, pečeného kuřete, kousků mihule a ančoviček, přičemž zálivka sestávala ze syrových žloutků, vinného octa, tekutého aspiku a ostré hořčice. Oproti tomu přinášel makedonský salát (Salat Macedaine) různé druhy na nudličky nakrájeného vařeného a pečeného masa (telecího, vepřového, hovězího, kuřecího a uzeného), plátky vařených brambor, jemně nasekané okurky a ančovičky, na nudličky nakrájeného sledě a nastrouhanou cibuli. Salát se nechával uležet se zálivkou z vyšlehaného octa a oleje.
Průmyslově vyráběný masový salát ve specializovaných konzervárnách (pro vývoz pod názvem Ruský salát / Russische Salat), neměl vždy stejné složení, to se většinou odvíjelo od dostupnosti potraviny, ceny a regionální obliby. Ve Francii se do ruského salátu, kromě různých druhů zeleniny a pečeného masa, přidával též nasekaný uzený jazyk, libová šunka, klobásky, ančovičky a humr, případně také kousky z pstruha. V Německu, a to zejména u konzervovaného salátu, se salát skládal ze stejného množství pečeného telecího a vepřového masa nakrájeného na proužky. Přimíchat se mohly i menší dávky hovězího nebo skopového (ale ne příliš).
Spodní vrstvu tvořily bobkové listy, pepř, kousky okurky, kapary, konzervovaná cibulka, popřípadě konzervované kousky hub či lanýžů. Následovala vrstva masové směsi vysoká asi 5 cm, načež se uvedené přísady ve vrstvách střídaly až do zaplnění nádoby. Horní vrstva se zdobila proužky cervelatu a trvanlivého salámu (někdy i Zungenwurst). V případě větších nádob se celý obsah zalil kvalitním olivovým olejem, u malých před uzavřením octem.

### Český vlašský salát od 50. let 20. století
Ještě v roce 1941 lze sledovat přípravu vlašského salátu podle původních receptur.
Vlašský salát. Nakrájíme na nudličky zbytek pečeně, kousek uzeného masa, kyselé okurky, kousek vařené mrkve, celeru, cibule. Zeleninu vaříme den napřed a přes noc ji marinujeme v octě; dále přidáme na nudličky nakrájeného uzenáče, šproty, případné kousek marinovaného úhoře, rozsekané kapary, vařené bílky. Konečně přidáme nakrájené vařené brambory. Do oleje ze sardinek dáme 2 vařené a 1 syrový žloutek, trochu soli a vše třeme asi 10 minut. Na to přidáme za stálého míchání trochu octa, tlučený pepř, na špičku nože hořčice, trochu studené, nemastné hovězí polévky. Tuto omáčku vlijeme na připravené maso a zeleninu a opatrně promícháme.
Časopis Pestrý týden, 1. 2. 1941
Nedostatek některých přísad ve válečných a poválečných letech (vejce, majonéza, ryby, maso) se přirozeně odrazil také v přípravě vlašského salátu: majonéza se připravovala z vody, octa a vaječného sušeného prášku, škrobové moučky, zelenina byla konzervovaná a masové (rybí) přísady chyběly zcela.
Vlašský salát: Je oblíbenou přílohou k smažené rybě. Uvaříme 1 kg brambor do měkka, oloupeme. Majonézu uděláme z osminy litru vody, osminy litru octa, 2 lžic sušených vajec, lžičky škrobové moučky. V troše tekutiny rozmícháme vejce i škrob, zavaříme pak do zbytku tekutiny a svaříme do husta. Osolíme, je-li třeba okyselíme, přidáme špetku cukru a pepře. Brambory pokrájíme nadrobno, přidáme kyselou okurku, drobně usekanou 1 cibuli, máme-li zeleninu v octě naloženou, jedno jemně postrouhané jablko, které dodá salátu znamenité chuti, dobře promícháme a necháme zaležet. Připravíme raději o den dříve.
Národní obroda, ústřední orgán Československé strany lidové, 19. 12. 1947

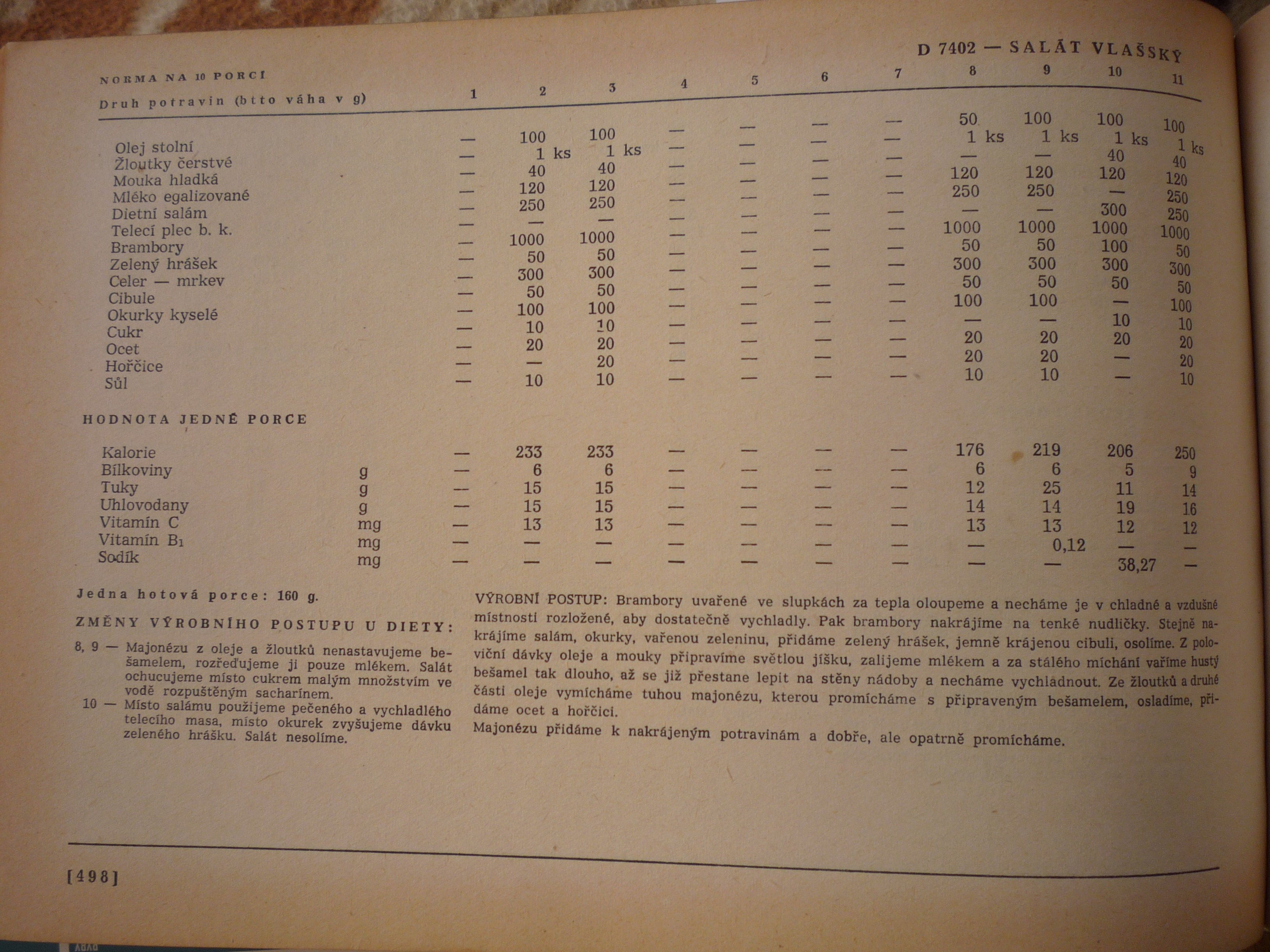
Československá státní norma 50114 – Vlašský salát (r. 1951)

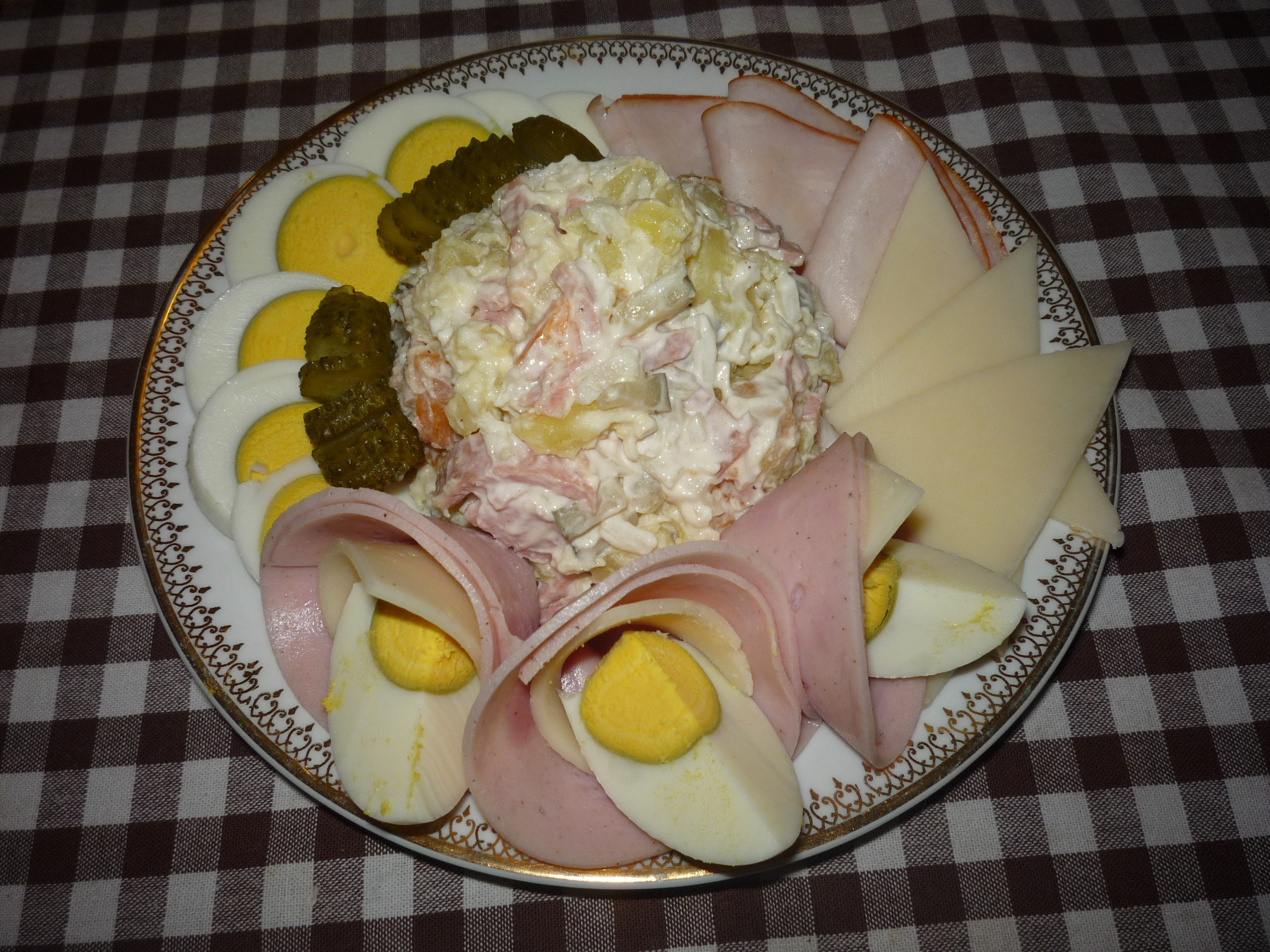
Vlašský salát obložený podle Československé státní normy z roku 1962. Základem je kopeček vlašského salátu na dezertním talířku. Speciální vlašský salát obložený ČSN – 50501 býval ozdoben navíc majonézou a plátkem citronu. U základního receptu se navíc nacházel aspik nakrájený na malé kostičky. Ozdoba nakrájená u obou salátů kyselá okurka na vějířek, plátky rajčete a zelená petržel na ozdobu. Salát se podával vždy čerstvý a dostatečné vychlazený. Vhodná přílohou bylo bílé pečivo a chléb.

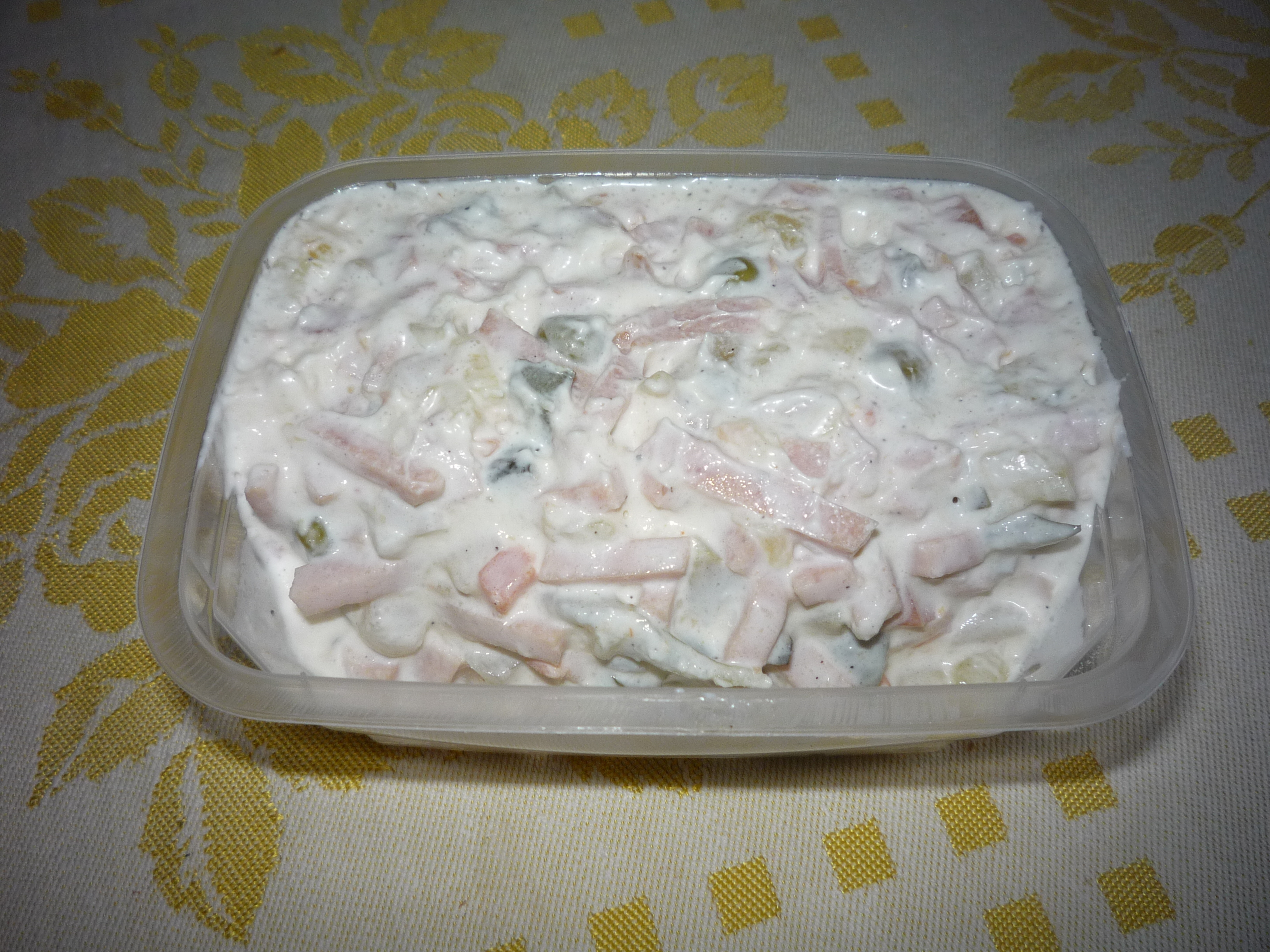
Vlašský salát z obchodní sítě (průmyslová výroba)

Vlašský salát se vyráběl např. v roce 1965 podle úsekových Norem studené kuchyně pro výrobu studených jídel v závodech veřejného stravování a v lahůdkářských výrobnách maloobchodu potravinářským zbožím, které povolovaly čtyři receptury: 
1. Speciální vlašský salát (č. 50113/a),
2. Speciální vlašský salát pro centrální výrobny (č. 50113),
3. Vlašský salát (č. 50114) a
4. Vlašský salát pro centrální výrobny (č. 50114/a).[75]

Výroba vlašského salátu podle československých socialistických norem veřejného stravování znamenala změnu původní receptury, obzvláště v době normalizace.
50142 Vlašský salát. Uzeninový salát s vařenými brambory a zeleninou, spojený majonézou. Brambory a zelenina jsou v pravidelných tvarech nudliček nebo kostek, salám ve tvaru nudliček.

Výrobní postup: Uvařené a za tepla oloupané brambory necháme vychladnout. Vychladlé brambory nakrájíme na stejné nudličky nebo kostky, přidáme stejně tvarované okurky a vařenou zeleninu (mrkev, celer), šunkový salám nakrájený na nudličky, hrášek bez nálevu a vše spojíme majonézou, smíchanou s hořčicí a octem. Salát osolíme, osladíme, okořeníme (worcester, pepř) a lehce promícháme.
Receptury studených pokrmů, 1976
Současná průmyslová výroba 21. století používá levné náhražky, např. místo kvalitního salámu z masa výrobní salám, okurky nahradila levnější cuketa a konzervované vařené brambory, majonéza je nastavována vodou a škrobem, přidávají se konzervanty a chuťové přísady, zahušťovadla, inhibitory proti choroboplodným zárodkům. Kvalita průmyslově vyráběných vlašských salátů je rozdílná.
Vlašský salát si lidé připravují také doma, zejména v četných obdobách jako vánoční bramborový salát. Kuchařské recepty pro domácí výrobu přinesly naopak návrat k původní receptuře, znovu se v přísadách objevily: úhoři, sledi, losos, sardelky, vařené či pečené maso, šunka, kapary a jablka.

## Obdobné saláty v zahraničí

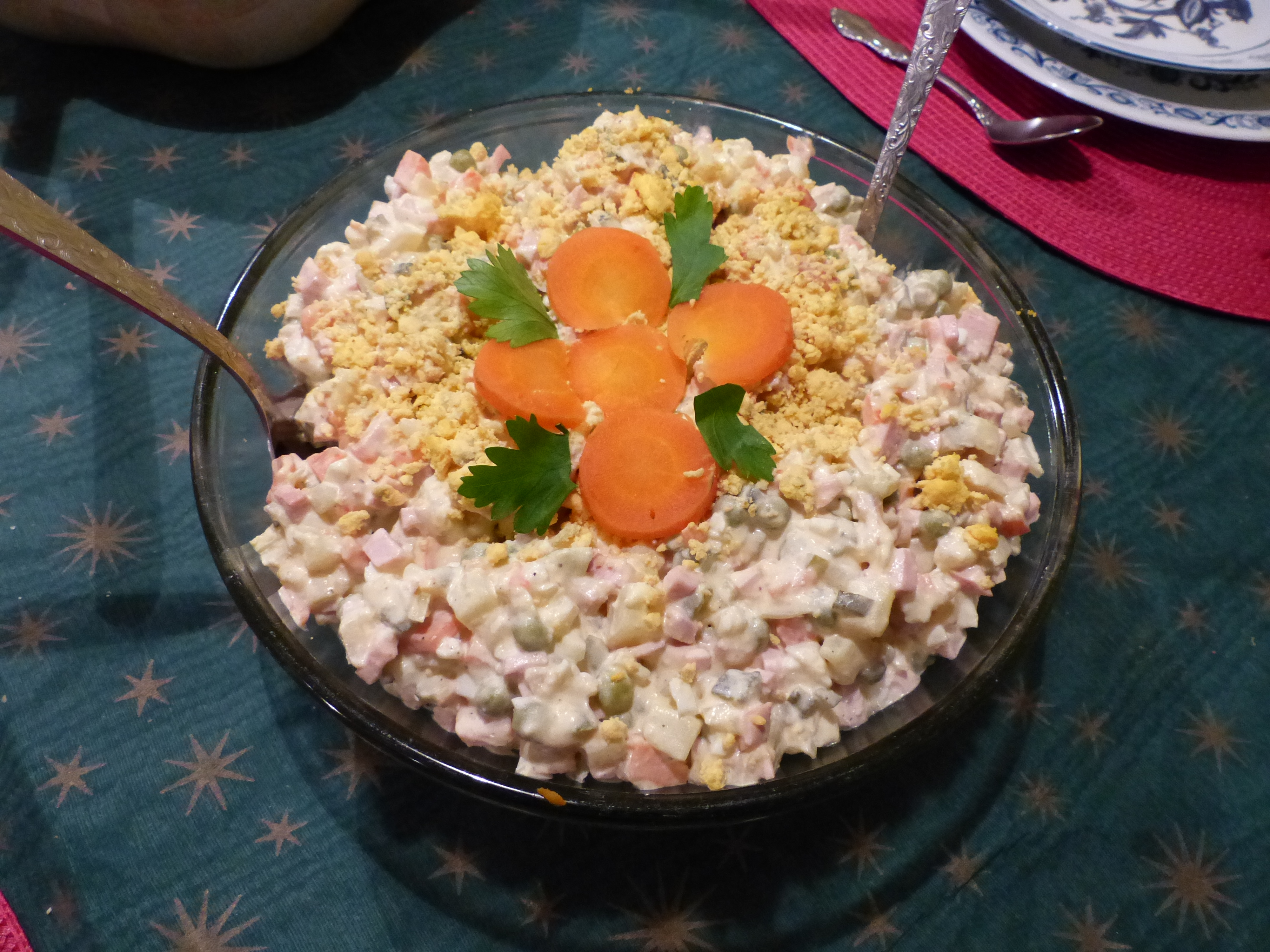
Salát Olivier podávaný v Drážďanech

Název vlašský salát se používá v Česku a na Slovensku.
Francouzský salát z hovězího masa (Salade de boeuf) se skrze vídeňský vliv rozšířil také v rakousko-uherských oblastech Banátu, Sedmihradska, Bukoviny a postupem času po celém Rumunsku, kde si uchoval (i přes použití dostupnějších druhů masa) svůj původní název z francouzštiny.
Pro saláty s masovým základem se v zahraničí často používá také výraz ruský salát (v současné době nazývaný salát Olivier podle belgicko–francouzského kuchaře Luciena Oliviera působícího v Rusku). V roce 1870 se v Německu francouzský salát Salade a la macedoine či Salade Russe překládal jako salát z mladé zeleniny. Recepty ruského salátu často obsahovaly aspik, což se odvíjelo od receptů francouzského kuchaře Marie-Antoine Carême.
Léon Baron Brisse (1813–1876), který se v penzi věnoval gastronomii a vydal v roce 1870 kuchařku se 366 menu a 1 200 recepty (Les 366 Menus du Baron Brisse avec 1,200 Recettes et un Celndrier Nutritif. Augmentés de la manière de servir une grande table compris l'ordre dans lequel doivent ètre présentés les mets et les vins). Ruský salát podle jeho receptu sestával z promíchaných kousků kuřecího a koroptvího masa, vařené mrkve, tuřínu a chřestu, hrášku, mladých fazolových lusků, červené řepy, račích ocásků, dále z kapary, oliv a filetů z ančoviček; přidával se kaviár, pepř, omáčka z hořčice, oleje a octa.
Obdobně popsal ruský salát profesionální kuchař Auguste Escoffier ve svém kuchařském průvodci Le Guide Culinaire – Aide-mémoire de cuisine pratique (stejné množství mrkve, červené řepy, brambor, fazolových lusků, hrášku, lanýžů, okurky, hub, uzeného jazyka, humra, libové šunky, klobásy a ančoviček s majonézou).
Složení ruských salátů je velmi rozmanité podle zemí, existují i bezmasé verze. V různých evropských jazycích pak název salátu může být např. anglicky Russian salad nebo Olivier salad, francouzsky Salade russe, španělsky ensalada rusa, polsky Salatka Jarzynowa (bezmasý), rusky Оливье.

## Odraz v kultuře
Dne 9. března 1845 předvedl Jan Bedřich Kittl, ředitel Pražské konzervatoře, pražskému publiku první nastudování Berliozovy předehry k opeře Král Lear. Hudební kritik August Wilhelm Ambros pak napsal, že předehra byla asi tak těžce stravitelná jako vlašský salát a že byla spíše salátem z dubového lesa zalitého balvany.
V roce 1861 složil Franz Friedrich Richard Genée (1823-1895), skladatel, libretista a dirigent hudební parodii s mužským tenorovým sólem „Vlašský salát” (Wälscher Salat).
Druhá zábava večerní na Žofíně dne 11. března 1878.
Hlahol přednesl sbory: 
„Pohár a ples“ a „Za svítání“ od Södrmana.
„Zpěv vojínů“ od Delibesa.
Čtverylku z ruských národních písní od Nápravníka (opakována).
„Vlašský salát“ od Genéea.
Památník zpěváckého spolku Hlaholu v Praze, 1911
Na počátku první světové války byla Itálie s Rakousko–Uherskem a Německem členem Trojspolku. Když v květnu 1915 vyhlásila Itálie Rakousko–Uhersku válku, informoval německý list Berliner Tageblatt, že v některých berlínských restauracích přejmenovali vlašský salát na „zrádcovský salát“.
Bratři Ebenové zmiňují vlašský salát v písni Chlebíčky ze stejnojmenného alba.